# Andrej Zazroev
Andrej Ivanovič Zazroev (in russo Андрей Иванович Зазроев?, in georgiano ანდრო ზაზროშვილი?, traslitterato in Andro Zazroshvili; Tbilisi, 10 ottobre 1925 – 16 marzo 1987) è stato un calciatore sovietico, di ruolo attaccante.

## Palmarès

### Giocatore

#### Club
- Kubok SSSR: 1

Dinamo Kiev: 1954

#### Individuale
- Capocannoniere della Vysšaja Liga: 1

1952 (11 gol)

### Allenatore
- Pervaja Liga: 1

Spartak Ordžonikidze: 1969